# Kota Tinggi
Kota Tinggi est une ville de Malaisie qui se trouve dans l'État du Johor. En 2010 sa population était de 14 091 habitants.